# 并网逆变器

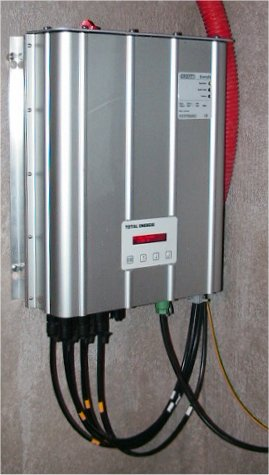
太陽能并网逆变器的逆变器

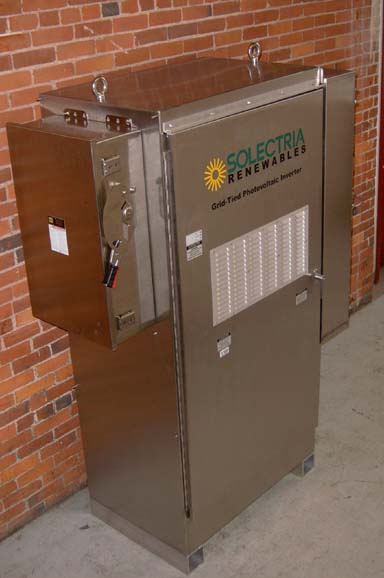
95kw三相的太陽能并网逆变器

并网逆变器（grid-tie inverter，簡稱GTI）是一種特殊的逆變器，除了可以將直流電轉換給交流電外，其輸出的交流電可以和和市電的頻率及相位同步，因此輸出的交流電可以回到市電。并网逆变器常用在一些直流電壓源（如太陽能板或是小型風力發電機）和電網連接的應用中。
在許多國家，有並網電力系統的住家或是公司，可以將其產生的電力再賣給電力公司。輸送回電網的電力有幾種不同的補貼方式。净计量电价是指有可再生能源設備的住家或公司，依其送回電網的淨能量來領取補貼，例如某一個月，一個住家送回電網的電力為500千瓦-小時，而從電網用的電力為100千瓦-小時，則依400千瓦-小時來領取補貼。在美國，淨能量的政策會依司法管轄區不同而不同。另一種政策是上网电价补贴政策，產生每一千瓦-小時的電依照和輸電公司所訂契約中列的補貼方式來進行補貼。
在美國，並網能源系統是在國家電氣規範（NEC）管理範圍以內，因此會對并网逆变器有一些強制性的要求。

## 典型的運作方式
逆变器會將直流電源轉換為交流電源，以便送回電網。并网逆变器的輸出電壓的頻率需和電網頻率（50或60 Hz）相同，一般會用機器中的振盪器達成，並且也會限制輸出電壓不超過電網電壓。現代高品質的并网逆变器，其輸出的功率因素可以為1，表示其輸出的電壓及電流相位是相同旳，和電網電壓之間的相位差在1度以內。逆变器中有微處理器可以感測電網的交流波形，並且依此波形來產生電壓送回電網。不過送回電網的電需有一定比例的無功功率，使附近電網的電力在允許的限制範圍內，否則，若某一區域電網的再生能源比例較高，在高電能產出的時候（例如中午）其電壓可能會上昇的太高。
若電網的電力斷電時，并网逆变器需要快速的和電網離線。這是美國國家電氣規範（NEC）的規定，以確保在電網斷電時，并网逆变器也不會提供電力給電網，此時維修電網的工人才不會因此而觸電。
若適當的配置，并网逆变器可以讓一個家庭可以使用其自行發電的替代能源（例如太陽能或是風力發電），而不需要繁雜的配線，也不需要電池。若是替代能源不足，不足的部份仍然會用電網的電來提供。

## 技術

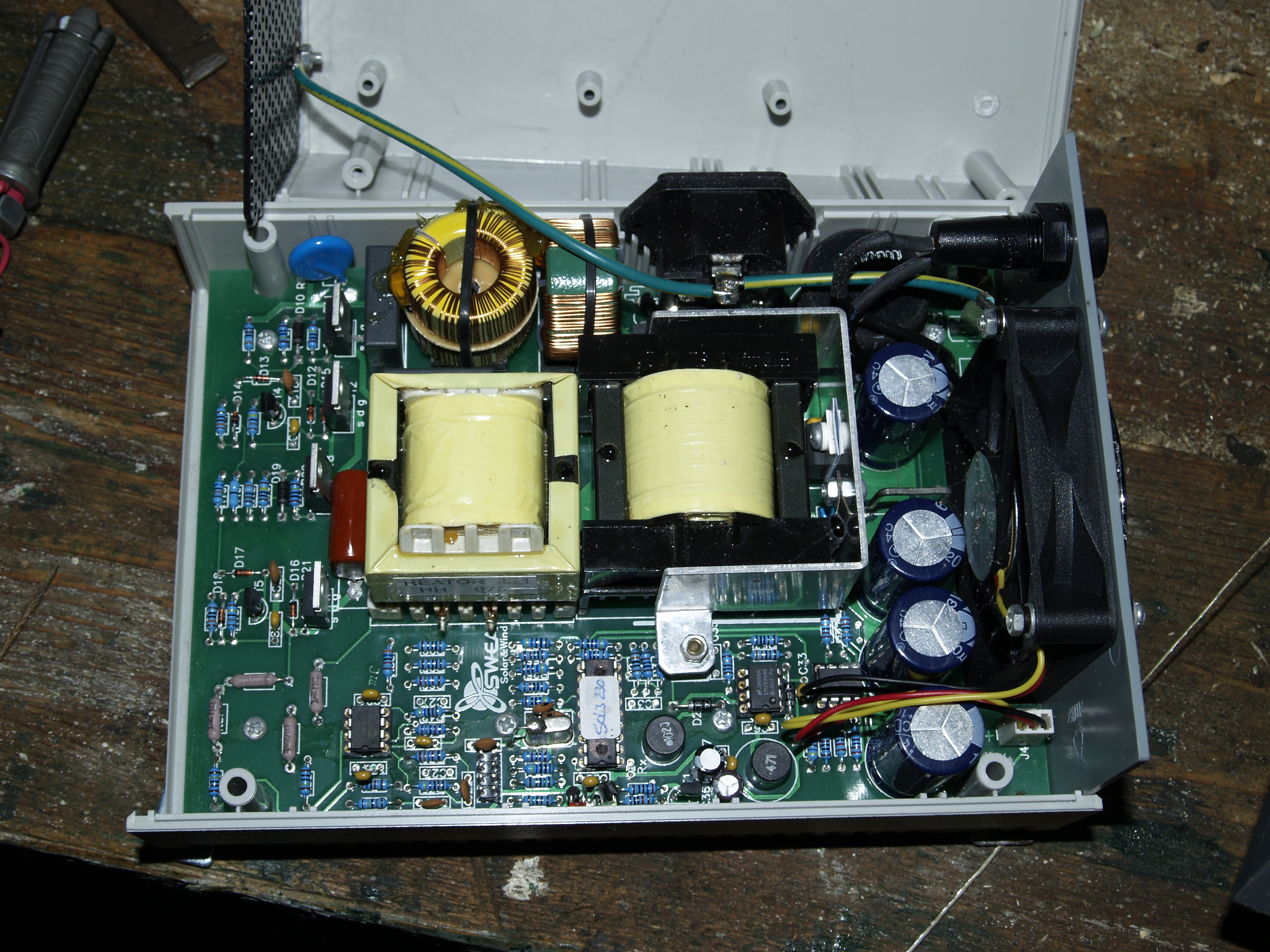
SWEA 250W并网逆变器的內部，有變壓器

并网逆变器架構有使用較新的高頻變壓器、傳統的工頻變壓器，或是無變壓器的逆变器架構。高頻變壓器不是直接提供120 V或240 V的AC電源，而是有電腦控制的多步程式，讓電源轉換為高頻的交流電，再轉換為直流電，最後再轉換為電源需要的電壓及頻率。無變壓器的逆变器比有變壓器的逆變器要輕，其效率也較好，在歐洲很流行。不過因為直流電路和交流電路之間沒有的電隔離，擔心有故障時，直流端的短路電流會直接跳入市電電路，因此較晚才進入美國市場。不過從2005年起，美國消防協會（NFPA）的國家電氣規範已取消了所有太陽能系統都需要負端接地的規定，並加上新的安全要求，因此允許無變壓器（或是無電隔離）的逆變器進入美國市場。VDE 0126-1-1及IEC 6210也已允許及定義這類系統需要的安全機制。首先，需要有殘留電流或是接地電路以檢測異常短路的情形，並且也要進行絕緣測試以確認直流電路與交流電路之間的分離。

## 特性
逆变器會針對其產品線印製資料表。各廠家資料表中的用詞及內容可能會有所不同，但一般會包括以下內容：
- 額定輸出功率（Rated output power）：單位可以是瓦特或是千瓦。有些逆变器可能會針對不同的輸出電壓有不同的額定輸出功率。例如逆变器可以設定在240 VAC或208 VAC輸出，兩者的額定輸出功率就會不同。
- 輸出電壓（Output voltage）：是指逆变器可以連接的電網電壓。若是小型的家用并网逆变器，其輸出電壓多半會是240 VAC。若是商用的逆变器，其電壓會是208, 240, 277, 400, 480 或600 VAC，而且可能會是三相輸出。
- 峰值效率（Peak efficiency）：峰值效率是指逆變器可以輸出的最佳效率（效率是以其輸出交流電功率除以逆变器輸入的直流電功率）。在2009年7月時，大部份市面上的并网逆变器峰值效率可以到94%，有些可以高到96%。其散失的能量主要是散失為熱能。為了讓逆變器輸出到額定功率，其輸入的電功率需大於額定功率。例如5000 W逆變器其滿功率時效率為95%，因此需要5,263 W的輸入功率（額定功率除以效率）。若逆變器可以在數個不同電壓下輸出電能，也會在各電壓下有其峰值效率。
- CEC加權效率（CEC weighted efficiency）：此效率的計算方式是加州能源委员会（英语：California Energy Commission）（CEC）在其GoSolar網站公布的算法為主。和峰值效率不同，CEC加權效率是平均效率，比較可以表示逆變器在運作時的情形。若逆變器可以在數個不同電壓下輸出電能，也會在各電壓下有其CEC加權效率[5]。
- 最大輸入電流（Maximum input current）：是逆變器可以使用的最大直流電流。若系統（例如太陽能電池）輸出的電流超過此一上限，逆變器無法使用此一電流。
- 最大輸出電流（Maximum output current）：是指逆變器可以連續提供的最大交流電流。此數值一般會用來確認過電流保護設備（保險絲或無熔絲開關）的最小電流額定，以及將電路斷開相關設備的最小電流額定。若逆變器可以在數個不同的交流電壓下輸出，也有可能在各電壓有不同的最大輸出電流。
- 峰值功率追蹤電壓（Peak power tracking voltage）：這表示逆變器的最大功率點追蹤（MPPT）可以運作的直流電壓範圍。系統設計者需確認系統的串接已經過優化，在一年的大多數時間，串接後產生的電壓是在上述範圍內。因為電壓可能會波動，而且會隨著溫度而變化，這可能是個困難的工作。
- 啟動電壓（Start voltage）：不是所有的逆變器都會標示此項數值，此數值是指逆變器要啟動及開始運轉需要的最低直流電壓，在太陽能的應用下格外重要，因為系統設計者需確認已有夠多的光伏模組串聯，其電壓可以超過啟動電壓。若廠商未標示此一數值，系統設計者一般會以峰值功率追蹤電壓的下限為逆變器的最低電壓。
- 国际防护等级认证（IPxx rating）：防护等级或是IP編號分類是針對產品有關固體異物（在防护等级的第1碼表示）以及水（在防护等级的第2碼表示）的防护能力。數字越大表示防护能力越好。美國的NEMA外壳类型（英语：NEMA enclosure type）用途也是類似国际防护等级。大部份用在室外逆变器是IP45（不防塵）或IP65 （防尘），或者在美國則是NEMA 3R（无扬尘保护）或是NEMA 4X（防塵、防直接溅水，及额外的防腐蚀保护）。

## 外部連結
- California List of Eligible Inverters （页面存档备份，存于） - This is the official California Energy Commission (CEC) list of inverters that are eligible for California's rebate program. Other states use this list as well.
- Grid Tie Inverter Comparison Tool （页面存档备份，存于） - website that allows people to compare the data sheets of various grid-tie inverters. One can also use the website to filter and search inverters by technical data.
- Grid-Tie Wind Inverters Versus Solar Inverters - describes in detail the differences between existing grid tied inverters.